# Armenischer Fußballpokal 2005
Der armenische Fußballpokal 2005 war die 14. Austragung des Pokalwettbewerbs in Armenien.
17 Mannschaften nahmen teil. MIKA Aschtarak gewann zum vierten Mal den Pokal. Im Finale wurde der FC Kilikia Jerewan mit 2:0 besiegt. MIKA nahm am UEFA-Pokal teil.

## Modus
Der Pokal wurde einschließlich der Qualifikation in fünf Runden ausgetragen. Bis zum Halbfinale wurden die Sieger in Hin- und Rückspiel ermittelt. Bei Torgleichstand entschied zunächst die Anzahl der Auswärts erzielten Tore, danach eine Verlängerung, wurde in dieser nach zweimal 15 Minuten keine Entscheidung erreicht, folgte ein Elfmeterschießen, bis der Sieger ermittelt war. Das Finale wurde in einem Spiel in Jerewan ausgetragen.

## Qualifikation
| Datum             |                | Gesamt |                   | Hinspiel | Rückspiel |
| ----------------- | -------------- | ------ | ----------------- | -------- | --------- |
| 08.03./11.03.2005 | SKIF Jerewan 2 | 0:8    | FC Jerewan United | 0:7      | 0:1       |

## Achtelfinale
| Datum             |                            | Gesamt |                      | Hinspiel | Rückspiel |
| ----------------- | -------------------------- | ------ | -------------------- | -------- | --------- |
| 14.03./19.03.2005 | Araks Ararat               | 1:4    | FC Kilikia Jerewan   | 0:3      | 1:1       |
| 14.03./19.03.2005 | FC Abowjan                 | 00:24  | FC Banants Jerewan   | 0:9      | 00:15     |
| 14.03./19.03.2005 | Gandsassar Kapan           | 2:4    | FC Schirak Gjumri    | 2:2      | 0:2       |
| 14.03./20.03.2005 | MIKA Aschtarak 2           | 1:5    | FC Pjunik Jerewan    | 0:2      | 1:3       |
| 15.03./19.03.2005 | Esteghlal Kotajk Abowjan   | 5:1    | FC Pjunik Jerewan 2  | 3:0      | 2:1       |
| 15.03./20.03.2005 | Esteghlal Kotajk Abowjan 2 | 0:7    | Dinamo-Zenit Jerewan | 0:5      | 0:2       |
| 15.03./20.03.2005 | FC Banants Jerewan 2       | 1:4    | FA Ararat Jerewan    | 1:3      | 0:1       |
| 15.03./20.03.2005 | MIKA Aschtarak             | 2:1    | FC Jerewan United    | 2:0      | 0:1       |

## Viertelfinale
| Datum             |                          | Gesamt |                    | Hinspiel | Rückspiel |
| ----------------- | ------------------------ | ------ | ------------------ | -------- | --------- |
| 03.04./07.04.2005 | FC Schirak Gjumri        | 2:6    | FC Banants Jerewan | 2:5      | 0:1       |
| 03.04./07.04.2005 | Dinamo-Zenit Jerewan     | 0:2    | MIKA Aschtarak     | 0:1      | 0:1       |
| 03.04./08.04.2005 | Esteghlal Kotajk Abowjan | 2:1    | FA Ararat Jerewan  | 1:1      | 1:0       |
| 04.04./07.04.2005 | FC Schirak Gjumri        | 1:0    | FC Pjunik Jerewan  | 1:0      | 0:0       |

## Halbfinale
| Datum             |                          | Gesamt    |                    | Hinspiel | Rückspiel |
| ----------------- | ------------------------ | --------- | ------------------ | -------- | --------- |
| 22.04./26.04.2005 | FC Banants Jerewan       | (a)4:4(a) | FC Kilikia Jerewan | 2:3      | 2:1       |
| 22.04./28.04.2005 | Esteghlal Kotajk Abowjan | 2:3       | MIKA Aschtarak     | 2:1      | 1 0:2 1   |

## Finale
| FC Kilikia Jerewan                                                  | FC Kilikia Jerewan | MIKA Aschtarak | MIKA Aschtarak |
| ------------------------------------------------------------------- | --- | --- | -------------- |
| FC Kilikia Jerewan                                                  | \| 9. Mai 2005 in Jerewan (Wasken Sarkissjan Republikanisches Stadion) \| \| Ergebnis: 0:2 (0:0) \| \| Zuschauer: 6.000 \| | \| 9. Mai 2005 in Jerewan (Wasken Sarkissjan Republikanisches Stadion) \| \| Ergebnis: 0:2 (0:0) \| \| Zuschauer: 6.000 \| | MIKA Aschtarak |
| FC Kilikia Jerewan                                                  | 0:1 Karen Sakarjan (52., Eigentor) 0:2 Jurij Magdijew (77.)                                                                | | MIKA Aschtarak |
| 9. Mai 2005 in Jerewan (Wasken Sarkissjan Republikanisches Stadion) | | |                |
| Ergebnis: 0:2 (0:0)                                                 | | |                |
| Zuschauer: 6.000                                                    | | |                |